# Пламен Крумов (футболист, р. 1975)
Пламен Крумов (роден на 23 януари 1975) е български футболист, нападател. Висок е 170 см и тежи 67 кг.

## Кариера
Крумов започва кариерата си в родния си град Сливен в местния отбор ФК Сливен. След това играе последователно за Марица (Пловдив), ПФК ЦСКА (София), ПФК Ботев (Пловдив), ПФК Спартак (Варна) и Нафтекс (Бургас).
През 2014 г. се завръща в игра за Черноморец (Бургас).

## Статистика по сезони
| Сезон    | Отбор           | Първенство | Мачове | Голове |
| -------- | --------------- | ---------- | ------ | ------ |
| 2004/05  | Нафтекс (Бс)    | А група    | 18     | 5      |
| 2005/06  | Нафтекс (Бс)    | А група    | 14     | 4      |
| 2006/07  | Черноморец (Бс) | Б група    | 14     | 7      |
| 2007/08  | Черноморец (Бс) | А група    | 23     | 11     |
| 2008/ес. | Нафтекс (Бс)    | Б група    | 12     | 6      |
| 2009/пр. | Черноморец (Бс) | А група    | 1      | 0      |
| 2009/10  | Черноморец (Бс) | А група    | 14     | 2      |
| 2014/15  | Черноморец (Бс) | Б група    | 1      | 0      |